# 9102 Foglar
9102 Foglar è un asteroide della fascia principale. Scoperto nel 1996, presenta un'orbita caratterizzata da un semiasse maggiore pari a 3,0759759 UA e da un'eccentricità di 0,0916783, inclinata di 2,77881° rispetto all'eclittica.